# Noțig
Noțig – wieś w Rumunii, w okręgu Sălaj, w gminie Sălățig. W 2011 roku liczyła 547 mieszkańców.